# Tüschenhohn
Tüschenhohn ist ein ehemaliger Ortsteil von Winterscheid im Rhein-Sieg-Kreis in Nordrhein-Westfalen. Er gehört heute zum Ruppichterother Ortsteil Bröleck.

## Lage
Tüschenhohn liegt im Naturpark Bergisches Land und ist der südlichste Teil der Brölecker Gemarkung. Umliegende Dörfer sind die Brölecker Gemarkungsteile Felderhof und Felderhoferbrücke im Norden, Hänscheid im Osten, Derenbach im Süden sowie Burg Herrnstein und Büchel im Westen.
Nördlich von Tüschenhohn verläuft die Bundesstraße 478 von Hennef (Sieg) nach Waldbröl. In Tüschenhohn fließt der Waldbrölbach in die Bröl, zudem fließt der Steinchesbach an Tüschenhohn vorbei.

## Geschichte
Tüschenhohn wurde erstmals 1644 als „Tüschenhaen“ urkundlich erwähnt. 1809 hatte der Ort zehn Einwohner katholischer Konfession. Heute befindet sich nur noch ein einziges Gebäude im Ort.
Tüschenhohn war seit jeher ein Teil der Gemeinde Winterscheid. Am 16. November 1956 wurde das Dorf mit den umliegenden Dörfern Felderhof, Felderhoferbrücke, Haus Bröleck, Lindenhof und Sieferhof zu dem Ortsteil Bröleck zusammengeschlossen, der vollständig der Gemeinde Ruppichteroth angegliedert wurde.